# In the Name of Blood
In the Name of Blood – trzecia płyta thrash/deathmetalowego zespołu Virgin Snatch. Materiał został nagrany we współpracy z braćmi Wojciechem i Sławomirem Wiesławskimi w białostockim Hertz Studio. Wydawnictwo ukazało się 20 listopada 2006 roku nakładem Mystic Production.

## Lista utworów
1. "State Of Fear" (muzyka: Virgin Snatch; słowa: Zieliński) - 04:07
2. "Purge My Stain!" (muzyka: Virgin Snatch; słowa: Zieliński) - 03:43
3. "Bred To Kill" (muzyka: Virgin Snatch; słowa: Zieliński) - 04:14
4. "IV - Vote Of No Confidence" (muzyka: Virgin Snatch; słowa: Zieliński) - 04:14
5. "In The Name Of Blood" (muzyka: Virgin Snatch; słowa: Zieliński) - 04:50
6. "Omniscientia" (muzyka: Virgin Snatch; słowa: Zieliński) - 04:13
7. "Diminished Responsibility" (muzyka: Virgin Snatch; słowa: Zieliński) - 03:53
8. "You-Know-Where" (muzyka: Virgin Snatch; słowa: Zieliński) - 06:15
9. "Devoted Loyalty" (muzyka: Virgin Snatch; słowa: Zieliński) - 04:39

## Twórcy
- Łukasz "Zielony" Zieliński – śpiew, teksty, aranże, muzyka
- Grzegorz "Grysik" Bryła – gitara, muzyka
- Jacek Hiro – gitara, muzyka
- Piotr "Anioł" Wącisz – gitara basowa
- Jacek "Jacko" Sławeński – perkusja
- Seth Siro Anton – oprawa graficzna